# اعتراضات جنگ غزه در اسرائیل
در پی جنگ غزه، اعتراضات سراسری در سراسر اسرائیل از جمله تجمعات، تظاهرات، کارزارها و شب‌زنده‌داری‌ها به وقوع پیوسته است. این تظاهرات به عنوان بخشی از اعتراضات گسترده‌تر مربوط به جنگ در سراسر جهان رخ داد. اسرائیلی‌ها در داخل و خارج کشور، در درجه نخست، خواستار بازگرداندن گروگان‌های حماس شده‌اند.
بزرگ‌ترین جنبش اعتراضی مرتبط با جنگ در اسرائیل، با عنوان «آن‌ها را اکنون به خانه بیاور» و با هدف بازگرداندن گروگان‌ها، به صورت هفتگی در تل آویو در نزدیکی مقر نیروهای دفاعی اسرائیل، تظاهرات کرده است. فعالان ضدجنگ اسرائیلی یهودی، توسط گروه‌های راست افراطی هدف قرار گرفته‌اند، در حالی که شهروندان عرب اسرائیل، سرکوب آزادی بیان را تجربه کرده‌اند و افرادی به دلیل پست‌ها و لایک‌ها در رسانه‌های اجتماعی دستگیر شده‌اند. تا ۲۲ دسامبر ۲۰۲۳، ۶۷ درصد از اسرائیلی‌ها، از آتش‌بس، در ازای بازگرداندن گروگان‌های حماس، حمایت کردند.